# Vera Sós
Dans le nom hongrois Sós Vera, le nom de famille précède le prénom, mais cet article utilise l’ordre habituel en français Vera Sós, où le prénom précède le nom.
Vera Sós (ou Vera Turán Sós), née le 11 septembre 1930 à Budapest et morte le 22 mars 2023, est une mathématicienne hongroise spécialiste de combinatoire et de théorie des nombres.

## Biographie

### Formation
Vera Sós est la fille d'un instituteur. Adolescente, elle étudie au lycée juif de la rue Abonyi à Budapest d'où elle est diplômée en 1948. Plus tard, son professeur Tibor Gallai la présente à Alfréd Rényi et Paul Erdős, avec lesquels elle collaborera par la suite. Vera Sós considérait Tibor Gallai comme la personne qui a découvert son don pour les mathématiques. 
Vera Sós est également une des trois étudiantes de Tibor Gallai à devenir mathématicienne. Sós étudie ensuite à l'université Loránd-Eötvös. Là, elle étudie les mathématiques et la physique et sort diplômée en 1952. Bien qu'encore étudiante, elle enseigne à l'université Eötvös en 1950. 
Alors qu'elle est âgée de vingt ans, Vera Sós participe à un congrès mathématique à Budapest et suit les cours d'un internat d'été. En 1957, elle obtient son doctorat sous la supervision de Lipót Fejér, avec une thèse intitulée A geometric treatment of continued fractions and its application to the theory of diphantine approximation.

### Carrière
En 1965, Vera Sós commence le séminaire hebdomadaire Hajnal-Sós à l'Institut mathématique de l'Académie hongroise des sciences avec András Hajnal. Ce séminaire est considéré comme étant un « forum pour de nouveaux résultats en combinatoire » et continue de nos jours.
Jusqu'en 1987, elle travaille au Département d'analyse de l'université Loránd-Eötvös à Budapest. Depuis lors elle a travaillé pour l'Institut de recherches mathématiques Alfréd-Rényi.

### Travaux
Vera Sós a démontré certains théorèmes en théorie des graphes, notamment le théorème Kővári–Sós–Turán (en), ainsi que le théorème de l'amitié, démontré avec Paul Erdős et Alfréd Rényi, et des résultats de théorie des nombres comme le théorème des trois longueurs conjecturé par Hugo Steinhaus. Elle a beaucoup collaboré avec Paul Erdős, avec qui elle compte 35 collaborations, Alfréd Rényi et son mari Pál Turán, ainsi qu'András Sárközy ou encore Ralph Faudree.

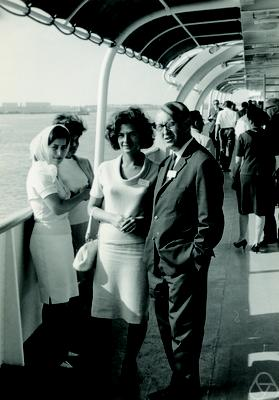
Vera Sós et Pál Turán à Moscou en 1966.

### Prix et distinctions
Vera Sós a reçu en 1974 la médaille Tibor-Szele ; elle est lauréate du prix Széchenyi en 1997, prix qui récompense les personnes ayant grandement contribué à la vie universitaire en Hongrie. Elle est également lauréate d'un Academic Award en 1983, récipiendaire en 2002 de l'Ordre du Mérite hongrois et elle a reçu la médaille Tibor Szele en 1974.
Elle est membre correspondant (1985), puis membre (1990) de l'Académie hongroise des sciences, elle est également membre correspondant de l'Académie autrichienne des sciences et de l'Academia Europaea (depuis 2013).

### Famille
Vera Sós rencontre son futur mari et collaborateur Pál Turán au cours de ses études supérieures. 
Ils se marient en 1952, et ont deux enfants en 1953 et 1960, György et Tamás Turán. Pál Turán décède en septembre 1976.

## Sélection de publications
- Vera Sós, « On the distribution mod 1 of the sequence nα », Ann. Univ. Sci. Budapest. Eötvös Sect. Math., vol. 1,‎ 1958, p. 127–134
- Vera Sós, T. Kövari et P. Turán, « On a problem of K. Zarankiewicz », Colloquium Math., vol. 3,‎ 1954, p. 50–57 (MR 0065617)
- (en) Krishnaswami Alladi, Steven Krantz, László Lovász, Vera Sós, Ronald Graham, Joel Spencer, Jean-Pierre Kahane et Mel Nathanson, « Reflections on Paul Erdos on His Birth Centenary (I) », Notice of the AMS,‎ février 2015, p. 121-126 (lire en ligne)
- Algebraic methods in graph theory, 1981.
- Combinatorial theory and its applications.
- Combinatorics, Paul Erdős is eighty.
- Erdős centennial.
- Finite and Infinite Sets.
- Intersection theorems for graphs II.
- Irregularities of partitions.
- N is a number.
- Number theory : diophantine, computational, and algebraic aspects : proceedings of the international conference held in Eger, Hongrie, 29 juillet - 2 août  1996.
- Number theory, 1998.
- On a generalization of Turan's graph-theorem.
- On the distribution mod 1 of the sequence n.
- Paul Erdős and his mathematics : research communications of the conference held in the memory of Paul Erdős, Budapest, Hongrie, 4 juillet - 11 juillet 1999.
- Real analysis : foundations and functions of one variable.